# Boeklon

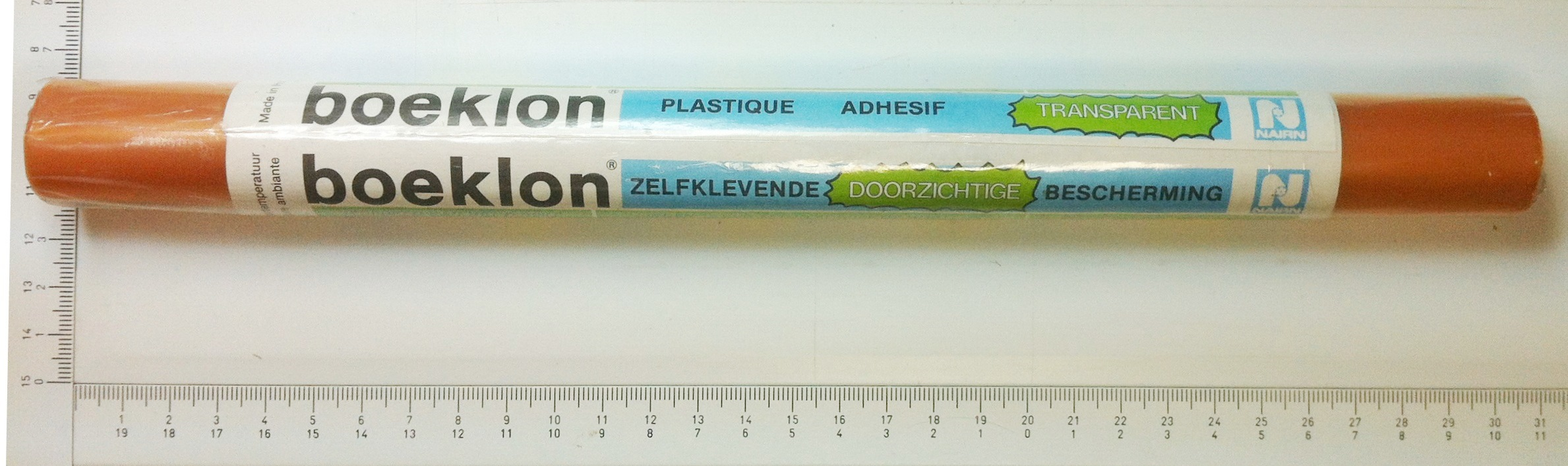
Boeklon kaftfolie op rol

Boeklon is een transparant en synthetisch plakfolie dat dient ter bescherming van boeken en andere materialen. De folie is zelfklevend en tot 1 jaar weer verwijderbaar. Om het verwerken van de folie van 50 µm PP te vergemakkelijken is het rugpapier voorzien van een ruit. De 70 µm PP-versie heeft echter een 2 cm blauwe kaderverdeling op het rugpapier.
Het patent is van de N.V. Boekelosche Stoombleekerij te Boekelo, in Nederland in 1959 en in de Verenigde Staten in 1962.